# باولو تراميزاني
باولو تراميزاني (بالإيطالية: Paolo Tramezzani)‏ (30 يوليو 1970 بكاستلنوفو ني مونتي في إيطاليا - ) هو لاعب كرة قدم إيطالي في مركز الدفاع. لعب مع أتالانتا وإنتر ميلان وتوتنهام هوتسبير ونادي إمبولي ونادي برو باتاريا ونادي بياتشينزا ونادي بيستويسي ونادي تشيزينا ونادي فينيزيا ونادي لوكيزي وكوسينزا كالشيو ونادي براتو وCosenza Calcio 1914 ‏.

## وصلات خارجية
- باولو تراميزاني على موقع قاعدة بيانات كرة القدم.إي يو (الإنجليزية)
- باولو تراميزاني على موقع Soccerbase.com (لاعب) (الإنجليزية)
- باولو تراميزاني على موقع Soccerway.com (الإنجليزية)
- باولو تراميزاني على موقع عالم كرة القدم.نت (الإنجليزية)